# Junta de la Dona Patriòtica

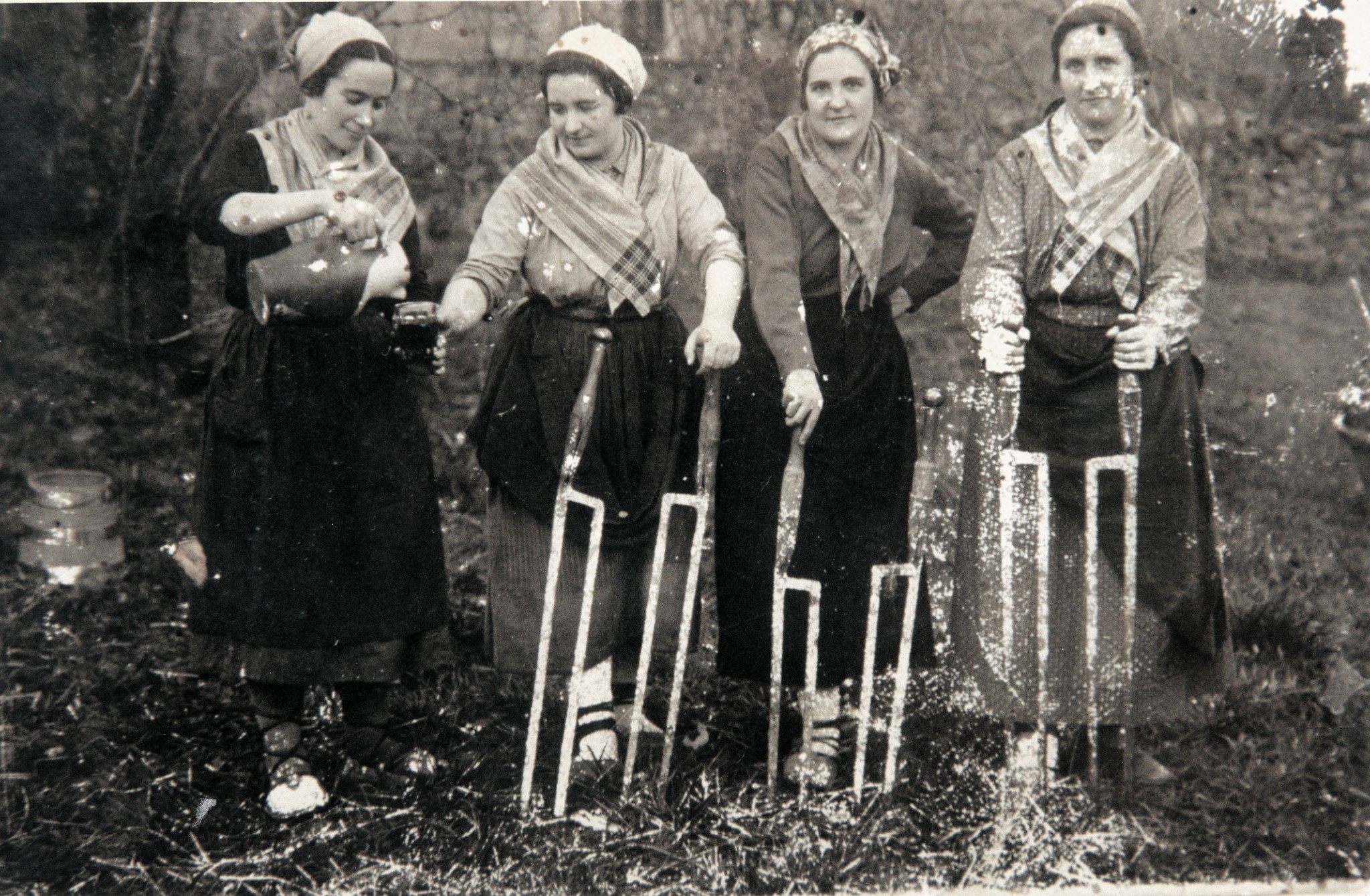
Quatre membres de l'entitat, a Beasain (Guipúscoa), als anys 1930.

Junta de la Dona Patriòtica (en basc: Emakume Abertzale Batza, EAB) va ser una associació nacionalista basca de dones del Partit Nacionalista Basc, fundada a Bilbao l'any 1922. Karmele Erzati va ser nomenada com a presidenta, però, poc després, a l'inici de la dictadura de Miguel Primo de Rivera, l'entitat va ser il·legalitzada i va desaparèixer. Per crear-la van comptar amb el suport de l'associació Cumann na mBan que ja estava a Irlanda.
El 1931 va reaparèixer i es va estendre per a tot el País Basc del Sud. Els seus objectius eren Jaungoikoa eta lege zaharra i la llengua basca. Va adquirir la seva pròpia autonomia després de veure que la seva tasca depenia del treball dirigit pels homes. A més de la feina feta en l'àmbit de l'ensenyament i l'educació sobretot a les escoles i llars d'infants, van intentar pal·liar els problemes propagandístics i socials. Fruit d'aquesta activitat, juntament amb Força Joventut Basca (Euzko Gaztedi Indarra, EGI), l'any 1932 van crear la Junta del Mestre Basc (Euzko Irakasle Batza) i la Junta de l'Escola Basca (Euzko Ikastola Batza).
Quan la força i la influència de l'associació va ser gran, va esclatar la Guerra Civil espanyola i els franquistes les van reprimir severament fins a dissoldre l'entitat. Acabada la guerra, moltes van marxar a l'exili i van preparar l'ajuda als refugiats bascos. Algunes de les militants més famoses van ser Karmele Errazti, Polixene Trabudua, Haydée Agirre, Maria Teresa Zabala, Julene Urzelai, Sorne Unzueta, Robustiana Mujika Egaña i Elbira Zipitria.